# Vue
Vue — программа, предназначенная для генерации 3D-сцен. Она используется для моделирования, анимирования и рендеринга натуралистичных трёхмерных ландшафтов. Её применяют студии, занимающиеся визуальными эффектами. К примеру, Industrial Light & Magic использовала её при создании окружений для кинофильмов «Индиана Джонс и Королевство хрустального черепа» и «Пираты Карибского моря: Сундук мертвеца».

## Версии
Vue доступна в шести версиях: xStream, Infinite, Complete, Pro Studio, Esprit и Pioneer. Первые две имеют одинаковую функциональность, но Infinite является самостоятельной программой, тогда как xStream разработан для использования с Autodesk 3ds Max, Cinema 4D, LightWave 3D, Autodesk Maya и Autodesk Softimage. Остальные являются отдельными программами, они расположены в порядке уменьшения количества доступных возможностей.
Существует 3 семейства решения: Solutions for CG Professionals (xStream, Infinite), Products for 3D Artists (Esprit, Studio, Complete) и Products for 3D Enthusiasts (Pioneer & Theme-Packs, 3D SuperHero и Frontier).
Движок программы доступен отдельно под названием Ozone. E-on также предлагает специальные редакции xStream, Infinite и Ozone для личного изучения и использования. Они полнофункциональны, но запрещено коммерческое использование, а на все рендеры наносится «водяной знак».